# Serel ODP-505
Le Serel ODP-505 est un ordinateur de processus industriel à transistors germanium, avec mémoire à tores de ferrite (Transfluxor) créé au début des années 1960 (1961-1964).
Il comprend une mémoire de 4 ou 8 kmots de 20 bits. Il occupe le volume d'un petit meuble bas.
- Fréquence de travail : 1000 Kcs.
- Temps de cycle mémoire : 5 uS pour la lecture, 10 uS pour l'écriture.
- Addition, soustraction : 45 ou 57 uS.
- Multiplication 18 bits x 18 bits : 3 ms.

Un exemplaire unique de cet ordinateur a été préservé.